# Campo finito
In matematica, in particolare in algebra, un campo finito (detto a volte anche campo di Galois) è un campo che contiene un numero finito di elementi. I campi finiti sono importanti in teoria dei numeri, geometria algebrica, teoria di Galois, in crittografia e in teoria dei codici.
I campi finiti sono completamente classificati.

## Classificazione
I campi finiti sono classificati nel modo seguente: 
- Ogni campo finito ha {\displaystyle p^{n}} elementi, per qualche numero primo {\displaystyle p} e qualche numero naturale {\displaystyle n\geq 1}.
- Per ogni numero primo {\displaystyle p} e naturale {\displaystyle n\geq 1}, esiste un solo campo finito con {\displaystyle p^{n}} elementi, a meno di isomorfismo.

Quindi, a meno di isomorfismi, esiste un solo campo con {\displaystyle p^{n}} elementi; questo viene solitamente indicato con {\displaystyle \mathbb {F} _{p^{n}}} o con {\displaystyle \mathrm {GF} (p^{n})}, da campo di Galois (Galois Field).
Ad esempio, esiste un campo finito {\displaystyle \mathbb {F} _{8}=\mathbb {F} _{2^{3}}} con {\displaystyle 8} elementi, mentre non ne esiste nessuno con {\displaystyle 6} elementi, perché {\displaystyle 6} non è la potenza di un numero primo.
Il campo finito presenta una struttura differente a seconda che {\displaystyle n} sia {\displaystyle 1}, e quindi il campo abbia precisamente {\displaystyle p} elementi, o che {\displaystyle n} sia maggiore di {\displaystyle 1}.

## Fpn, pern=1
Quando il campo finito ha esattamente {\displaystyle p} elementi ({\displaystyle n=1}) le sue operazioni vengono definite tramite l'aritmetica modulare modulo {\displaystyle p}.
Quindi {\displaystyle \mathbb {F} _{p}} è il campo delle classi di resto modulo {\displaystyle p}, ed è anche indicato con {\displaystyle \mathbb {Z} /p\mathbb {Z} }.
Il gruppo soggiacente in questo caso è un gruppo ciclico di ordine {\displaystyle p}.

## Fpn, pern>1
Quando {\displaystyle n>1}, invece, l'aritmetica modulare modulo {\displaystyle p} non produce un campo poiché {\displaystyle \mathbb {F} _{p^{n}}} non è isomorfo all'anello delle classi di resto {\displaystyle \mathbb {Z} /p^{n}\mathbb {Z} }: quest'ultimo infatti è solo un anello, e non un campo.
Il gruppo additivo soggiacente {\displaystyle \mathbb {F} _{p^{n}}} infatti non è ciclico, bensì isomorfo a 
{\displaystyle {\begin{matrix}\underbrace {\mathbb {Z} /p\mathbb {Z} \times \cdots \times \mathbb {Z} /p\mathbb {Z} } \\n\end{matrix}}}
Le operazioni del campo sono quindi definite tramite aritmetica polinomiale e ogni elemento del campo viene visto come un polinomio i cui coefficienti appartengono a {\displaystyle \mathbb {Z} /p\mathbb {Z} } e il cui grado massimo è pari a {\displaystyle n-1}. Le operazioni sono svolte seguendo due accorgimenti: l'aritmetica sui coefficienti è un'aritmetica modulare modulo {\displaystyle p} e al termine di ogni operazione il polinomio risultante viene diviso per un polinomio irriducibile di grado {\displaystyle n} e ne viene preso il resto (assicurando così che questo abbia ancora grado al più {\displaystyle n-1}).

## Costruzione diFpn
Il campo {\displaystyle \mathbb {F} _{q}}, con {\displaystyle q=p^{n}}, è costruito come il campo di spezzamento del polinomio
{\displaystyle p(x)=x^{p^{n}}-x,}
definito sul campo {\displaystyle \mathbb {Z} /p\mathbb {Z} }.
Infatti il campo di spezzamento è generato da alcuni elementi {\displaystyle r_{1},\ldots ,r_{q}} che spezzano il polinomio in
{\displaystyle p(x)=(x-r_{1})\dots (x-r_{q}).}
Le radici {\displaystyle r_{i}} sono distinte perché il polinomio {\displaystyle p(x)} non ha radici multiple, in virtù del fatto che la sua derivata formale
{\displaystyle qx^{q-1}-1\equiv -1\mod p,}
non è mai nulla. Infine, le radici {\displaystyle r_{1},\ldots ,r_{q}} formano esse stesse un campo, della cardinalità desiderata, che quindi coincide con il campo di spezzamento.

## Dimostrazione della classificazione
La dimostrazione procede nel modo seguente. Sia {\displaystyle K} un campo finito.
1. Poiché finito, ha caratteristica non nulla. Poiché è un dominio d'integrità, la caratteristica è un numero primo {\displaystyle p}.
2. L'elemento {\displaystyle 1} genera (additivamente) un sottocampo con {\displaystyle p} elementi, isomorfo quindi a {\displaystyle \mathbb {Z} /p\mathbb {Z} }. Quindi {\displaystyle K} è uno spazio vettoriale su questo sottocampo {\displaystyle \mathbb {F} _{p}}.
3. Poiché {\displaystyle K} è finito, è uno spazio vettoriale su {\displaystyle \mathbb {F} _{p}} di dimensione finita {\displaystyle n}. Quindi contiene {\displaystyle p^{n}} elementi.
4. L'unicità del campo a meno di isomorfismi segue dall'unicità del campo di spezzamento.

## Proprietà

### Caratteristica
Il campo {\displaystyle \mathbb {F} _{p^{n}}}, essendo un anello, possiede una caratteristica che vale {\displaystyle p}.

### Automorfismi
Se {\displaystyle F} è un campo con {\displaystyle q=p^{n}} elementi, allora 
{\displaystyle x^{q}=x,}
per ogni {\displaystyle x} in {\displaystyle F}. Inoltre la mappa
{\displaystyle f\colon F\to F}
{\displaystyle f(x)=x^{p},}
è un isomorfismo (e quindi un automorfismo), chiamato automorfismo di Frobenius, in nome del matematico Ferdinand Georg Frobenius. L'automorfismo ha ordine {\displaystyle n}.

### Sottocampi
Il campo {\displaystyle \mathbb {F} _{p^{n}}} contiene una copia di {\displaystyle \mathbb {F} _{p^{m}}} se e solo se {\displaystyle m} divide {\displaystyle n}.

## I campi finiti più piccoli
Descriviamo le operazioni di somma e prodotto nei campi finiti di ordine {\displaystyle 2}, {\displaystyle 3} e {\displaystyle 4}.
{\displaystyle \mathbb {F} _{2}}:
| + | 0 | 1 |
| - | - | - |
| 0 | 0 | 1 |
| 1 | 1 | 0 |

| × | 0 | 1 |
| - | - | - |
| 0 | 0 | 0 |
| 1 | 0 | 1 |

{\displaystyle \mathbb {F} _{3}}:
| + | 0 | 1 | 2 |
| - | - | - | - |
| 0 | 0 | 1 | 2 |
| 1 | 1 | 2 | 0 |
| 2 | 2 | 0 | 1 |

| × | 0 | 1 | 2 |
| - | - | - | - |
| 0 | 0 | 0 | 0 |
| 1 | 0 | 1 | 2 |
| 2 | 0 | 2 | 1 |

{\displaystyle \mathbb {F} _{4}}:
| + | 0 | 1 | A | B |
| - | - | - | - | - |
| 0 | 0 | 1 | A | B |
| 1 | 1 | 0 | B | A |
| A | A | B | 0 | 1 |
| B | B | A | 1 | 0 |

| × | 0 | 1 | A | B |
| - | - | - | - | - |
| 0 | 0 | 0 | 0 | 0 |
| 1 | 0 | 1 | A | B |
| A | 0 | A | B | 1 |
| B | 0 | B | 1 | A |

## Numero di polinomi irriducibili di un dato grado su un campo finito
Il numero {\displaystyle N(q,n)} di polinomi monici irriducibili di grado {\displaystyle n} su {\displaystyle \mathbb {F} _{q}} è dato da
{\displaystyle N(q,n)={\frac {1}{n}}\sum _{d|n}\mu (d)q^{\frac {n}{d}},}
dove {\displaystyle \mu } è la funzione di Möbius.
Dalla precedente formula segue che il numero di polinomi irriducibili (non necessariamente monici) di grado {\displaystyle n} su {\displaystyle \mathbb {F} _{q}} è {\displaystyle (q-1)N(q,n)}.

## I campi finiti nella crittografia
Per le loro proprietà i campi finiti svolgono un importante ruolo in diversi algoritmi crittografici tra cui l'AES e la crittografia ellittica.
Particolarmente utilizzati sono i campi della forma {\displaystyle \mathbb {F} _{2^{n}}} poiché presentano diversi vantaggi:
- permettono di rappresentare univocamente ogni polinomio del campo in {\displaystyle n} bit: infatti ogni coefficiente del polinomio assumerà proprio i valori binari {\displaystyle 0} o {\displaystyle 1};[5]
- la somma tra i polinomi può essere eseguita efficientemente come semplice XOR bit-a-bit;[6]
- la moltiplicazione per piccoli coefficienti (1, 2 o 3) richiede al massimo uno shift a sinistra e uno XOR.[7]